# 5012 Eurymedon
5012 Eurymedon è un asteroide troiano di Giove del campo greco del diametro medio di circa 18,3 km. Scoperto nel 1960, presenta un'orbita caratterizzata da un semiasse maggiore pari a 5,2697392 UA e da un'eccentricità di 0,0859954, inclinata di 4,99553° rispetto all'eclittica.
L'asteroide è dedicato a Eurimedonte, scudiero di Nestore.